# 小樽市立緑小学校
小樽市立緑小学校（おたるしりつみどりしょうがっこう）は、北海道小樽市花園5丁目にあった公立小学校。略称は「緑小」。国語教育を特色としていた。市の統廃合計画により2018年（平成30年）2月10日に閉校し、小樽市立山の手小学校に統合された。

## 歴史
1920年（大正9年）4月に「緑尋常小学校」として、児童417名で開校した。国語教育に力を入れており、「国語の緑」として、日本全国的に見ても先駆的な存在であった。特に第3代校長の沖垣寛は「自覚行の精神」を提唱して、「教師の教材研究、児童の学習はいずれも自律的に行うもの」と説いた。
大正末期には、教育者の芦田惠之助が、沖垣校長が芦田の弟子という縁で、本校で国語教育の研究会を開催した。芦田が本校を訪れた回数は、死去の2年前である1949年（昭和24年）まで、18回に達した。この記念として、芦田の死去から3年後の1954年（昭和29年）、芦田の直筆の「共に育ちましょう」の碑文が刻まれた記念碑が、芦田を偲んだ本校父母と教師の会によって校内に建てられ、この碑文は緑小の憲法にもなった。平成期においても、読書で声に出して読む音読に力を入れており、すべての学級で毎朝の日課とされていた。緑小の著による書籍として『読解力から表現力へ向かう学力』（東洋館出版社）もある。
終戦直後には、小樽出身の小説家である早川三代治が、師である島崎藤村から貰った掛け軸を、終戦翌日の1945年（昭和20年）8月16日に、「心の苦しみ、魂の悩みに対する慰安と勇気づけに役立ててください」と、緑小の校長と教員を励ますために贈ったという逸話もある。この掛け軸は、早川の未発表原稿「敗戦前後」が発見された2015年（平成27年）に、緑小に保管されていることが確認された。

## 閉校
小樽市の人口減少や少子化に伴う統廃合計画により、2018年2月に閉校し、同年にすでに閉校していた小樽市立最上小学校、小樽市立入船小学校と共に、同2018年4月開校の小樽市立山の手小学校に統合された。卒業生の数は、1世紀近い歴史において、約1万5千人に達した。
北海道立図書館による市町村活動支援事業の一環「学校ブックフェスティバル」が、小樽で初めて開催された学校でもあり、閉校後は市立小樽図書館に事業が受け継がれて「おたる学校ブックフェスティバル」として、小樽市立長橋小学校などで開催されている。
緑小の跡地には、小樽市総合体育館の新館の建設が予定されている。国語教育に尽力した緑小の歴史を伝えるべく、芦田の碑と、1987年（昭和62年）に建立された沖垣校長の「自覚行」の碑を保存し、緑小跡地を示す看板を新設する案が、旧校区の町会や緑小の歴代PTA会長による「旧緑小学校の記念碑について考える会」によって、進められている。

## 出身者
- オーテス・ケーリ
  - 3年のとき、当時の軍国主義教育のもとにもかかわらず、「せんそうのはるい（悪い）事」と題した作文で、反戦の意思を主張していた[14]。本校の在校生ではあったが、4年生のとき神戸へ転校したため、卒業生ではない[14]。

## アクセス
- JR小樽駅
- 北海道中央バス 緑2丁目（本校の閉校に伴い、「緑小学校前」から改名[15]）